# Crump
Crump és una població dels Estats Units a l'estat de Tennessee. Segons el cens del 2000 tenia 1.521 habitants.

## Demografia
Segons el cens del 2000, Crump tenia 1.521 habitants, 639 habitatges, i 460 famílies. La densitat de població era de 41,7 habitants/km².
Dels 639 habitatges en un 27,2% hi vivien nens de menys de 18 anys, en un 60,1% hi vivien parelles casades, en un 8% dones solteres, i en un 27,9% no eren unitats familiars. En el 25% dels habitatges hi vivien persones soles l'11,4% de les quals corresponia a persones de 65 anys o més que vivien soles. El nombre mitjà de persones vivint en cada habitatge era de 2,38 i el nombre mitjà de persones que vivien en cada família era de 2,83.
Per edats la població es repartia de la següent manera: un 22,5% tenia menys de 18 anys, un 6,7% entre 18 i 24, un 28,3% entre 25 i 44, un 26,2% de 45 a 60 i un 16,4% 65 anys o més.
L'edat mediana era de 41 anys. Per cada 100 dones de 18 o més anys hi havia 93,3 homes.
La renda mediana per habitatge era de 29.333 $ i la renda mediana per família de 33.179 $. Els homes tenien una renda mediana de 29.897 $ mentre que les dones 19.023 $. La renda per capita de la població era de 14.700 $. Entorn del 13,4% de les famílies i el 15,8% de la població estaven per davall del llindar de pobresa.

## Poblacions més properes
El següent diagrama mostra les poblacions més properes.